# Mörkrets makt (film, 1918)
Mörkrets makt (ryska: Власть тьмы, Vlast tmy) är en sovjetrysk stumfilm från 1918 regisserad av Tjeslav Sabinskij, baserad på Lev Tolstojs pjäs med samma namn.

## Rollista
- Nikolaj Panov – Pjotr
- Pjotr Baksjejev – Nikita
- Vera Orlova – Marinka
- Michail Massin – Akim
- Olga Trofimova – Anisja
- Bezsonova – Akulina
- Julia Vasiljeva – Matrjona
- Sumskaja – Anjutka